# Bent Skammelsrud
Bent André Skammelsrud (Sarpsborg, Noruega, 18 de mayo de 1966) es un ex-futbolista noruego, se desempeñaba como mediocampista. Fue internacional con la selección de fútbol de Noruega durante 13 años, entre 1987 y 2000.

## Clubes
| Club             | País     | Año         |
| ---------------- | -------- | ----------- |
| Drøbak-Frogn IL  | Noruega  | 1987 - 1988 |
| Frigg Oslo FK    | Noruega  | 1989        |
| Malmö FF         | Suecia   | 1990 - 1991 |
| Rosenborg BK     | Noruega  | 1991 - 1998 |
| Bayer Leverkusen | Alemania | 1998        |
| Rosenborg BK     | Noruega  | 1998 - 2002 |

## Palmarés
Rosenborg BK
- Tippeligaen: 1991-92, 1992-93, 1993-94, 1994-95, 1995-96, 1996-97, 1997-98, 1998-99, 1999-00, 2000-01, 2001-02
- Copa de Noruega: 1992, 1995, 1999

- Datos: Q787431